# Спілка (партія)
Спілка — Українська Соціал-Демократична Спілка, політична партія, заснована у 1900 році. Постала в кінці 1904 у висліді розколу РУП і оформилася 12 січня 1905 як складова частина Російської Соціал-Демократичної Робочої Партії (РСДРП) з автономними правами. Розкол РУП стався внаслідок розбіжностей поглядів на національні питання та ставлення до РСДРП. Спілка була проти політичної автономії України і нац.-культурницької праці більшості членів РУП, членам якої Спілка закидала «буржуазний радикалізм», «націоналізм» і постулят «самостійної України». Натомість Спілка прагнула до створення централізованої пролетарської партії усієї Росії. Спілка тісно співпрацювала з діячами РСДРП, маневруючи між меншовиками і більшовиками, та з єврейським Бундом. Спираючися на інтернац. кадри, гол. єврейського походження, та звертаючися до пролетаріату, здебільша несвідомого, С. спершу мала кращу організацію і більший вплив на сел. маси, ніж РУП — УСДРП. Серед членів Спілки, крім національно свідомих українців, були також діячі, які ставилися нейтрально (П. Тучапський) або навіть вороже до українського національного руху (І. Кирієнко), як також росіяни й євреї.
Під час революції 1905–1907 Спілка поширила свої впливи серед сільського робітництва в Україні і керувала селянськими і робітничими страйками, ведучи гостру боротьбу з УСДРП, схиляючи на свій бік кол. гуртки РУП. Найбільший успіх Спілка мала під час виборів до II і III Державної Думи, коли здобула значне число депутатів. Органом Спілки був місячник «Правда» (1905); Спілка видала також низку пропагандиських брошур українською і російськими мовами.
З перемогою реакції в Російській Імперії у 1907 серед членів Спілки почалися арешти; низку керівних членів Спілки засуджено на заслання (А. Ріш, Р. Рабінович, Й. Сорокер, Г. Ткаченко та ін.). 1908 Спілка перенесла свій центр за кордон, створивши «групи сприяння» у Львові, Відні, Парижі, Женеві, Цюриху; зв'язковим органом Спілки у 1908–1912 був новозаснований журнал «Правда», що виходив спершу у Львові, а з 4 частини у Відні. Тоді ж Спілка втратила в Україні свої впливи, тому що її керівництво йшло на щораз більші поступки центральним російським тенденціям РСДРП і з уваги на зростання національної свідомості українського селянства. Разом з тим свідоміші українські елементи переходили до українських національних політичних партій і Спілка 1913 припинила діяльність, не відновивши її також у 1917.

## Діячі Спілки
М.Меленевський (псевд. Басок, Гилька, вважався лідером Спілки), О. Скоропис-Йолтуховський, П. Канівець («Кавун»), Г. Довженко («Грицько»), П. Крат («Розвій-Поле»), В. Мазуренко («Карась»), П. Тучапський, а з неукраїнців: Ю. Ларін (Лур'є), А. Ріш, А. Подольський (Гойхберґ), С. Соколов, С. Завадський, В. Перекрестов й ін.